# Pomovirus
Genre
Espèces de rang inférieur
- Virus de la betterave transmis par le sol
- Virus Q de la betterave
- Virus de la nécrose de la fève
- Virus de la fasciation de la pomme de terre

Pomovirus est un genre de virus qui infecte les plantes (phytovirus),  rattaché à la famille des Virgaviridae. Il comprend quatre espèces officiellement décrites, dont le PMTV (Potato mop-top virus), le virus de la fasciation de la pomme de terre, qui est l'espèce-type.
Ce sont des virus à ARN simple brin à polarité positive (ssRNA).

## Étymologie
Ce nom dérive de Potato mop-top virus (virus de la fasciation de la pomme de terre), espèce type du genre.

## Référence biolique
- (en) ICTV : Pomovirus  (consulté le 25 janvier 2021)